# Ministère de la Culture (Égypte)
Pour les articles homonymes, voir Ministère de la Culture.

## Histoire
Sous les Pharaons et sous le Palais, la culture est traditionnellement liée à la commande d'État.

### Sous Nasser et Sadate
Avant la révolution de 1952, les fonctions du ministère de la Culture ont été gérés par un certain nombre d'organismes gouvernementaux, en particulier le ministère de l'Éducation. Il fait partie du ministère de l'Orientation nationale entre 1958 et 1965, subissant une forte centralisation et un dirigisme artistique proche des régimes totalitaires de RDA et du bloc soviétique.
Des caravanes de la culture descendent du Caire vers les villes de Haute-Égypte, traversant les villages.

### Sous Moubarak
De 1987 à 2011, durant pas moins de 24 ans, Farouk Hosni est à la tête du ministère ; il engage une grande vague de construction d'espaces artistiques, musées, centres cultures, salles de concerts et théâtres; un département de « Culture de masse » est créé pour favoriser la formation continue, l'art populaire et la création de centres culturels égyptiens dans les villes. L'art se concentre dans les villes tandis qu'une chaîne de télévision culturelle est créée. Ces initiatives furent critiquées pour avoir favorisé l'art officiel aux dépens d'autres formes. De fait se développent concurremment une censure forte, de la corruption et un népotisme dans l'attribution des bourses et des postes.
Quelques affaires émaillent son mandat :
– les subventions au cinéma sont accusées d'être monopolisées par Youssef Chahine ;
– en août 2010, des Van Gogh sont volés dans le musée Mahmoud Moukhtar, montrant les failles des systèmes de sécurité ;
– au moment de la Révolution égyptienne de 2011, le musée égyptien du Caire subit un pillage partiel. Les circonstances peu claires de ce vol sont pointées du doigt : identité des voleurs, participation de la police égyptienne, mise en scène des vidéos de l'armée égyptienne, ampleur des pertes, etc.

### Après Moubarak
En 2011, Mohammed el-Saoui remplace Farouk Hosni. Il est jugé plus libéral malgré certaines affaires de censure dans le centre culturel qu'il a créé. De nombreuses voix s'élèvent pour demander un rôle moins directif du ministère de la Culture.
En janvier 2018, Ines Abdel-Dayem devient la toute première ministre de la Culture depuis la création du ministère de la culture en 1952. La culture avant 1952 était régie par le ministère de l’Éducation.

## Organisation
Le ministère comptait cinq principaux secteurs en 2010 :
– le Conseil suprême des Antiquités égyptiennes, devenu ministère d'État le 31 janvier 2011 ;
– le Conseil suprême de la Culture ;
– les Archives nationales égyptiennes ;
– l'Académie des arts ;
– le Palais de la Culture.

## Sources
- Synthèse d’Al-Masri Al-Youm, 2-3-2011 sur le ministère de la Culture après Moubarak.